# رملیه، ادلب
رملیه (به عربی: الرملیة) یک روستا در سوریه است که در ناحیه بداما واقع شده‌است. رملیه ۱۵۵ نفر جمعیت دارد.